# 王琨 (南朝)
王琨（399年—482年），原名王崑崙，琅邪郡臨沂县（今山东省临沂市西北）人，中国南北朝刘宋、南齐官僚、政治人物，齐高帝时侍中。王琨是東晉太傅、丞相王導曾孫；王導六子追贈衞將軍王薈之孫。

## 生平
王琨父親王懌愚蠢得不辨五穀，故雖然出身高門，但根本沒有人家願和他談婚娶之事。而其家侍婢卻為他生了王琨這個儿子，最初取名「崑崙」。後來，南陽樂氏的乐玄嫁了女兒給王懌，但沒有為王懌生下嫡子，王琨就改了這個名字並獲立为後嗣。而王琨年少时謹直篤实，堂伯王謐很喜愛他。
宋武帝劉裕篡晉自立後，因著昔日起兵討伐桓玄之際殺了對他很親厚的上司徐州刺史桓脩，作為補償不但請王華協助將桓脩長女嫁給了王琨，也讓王琨任郎中、駙馬都尉、奉朝請。宋文帝即位後，王琨堂兄侍中王華獲文帝信任並掌握权力，王華因著其父王廞在東晉末年因叛被誅，其一系門戶衰落，故特別親待王琨，並多度推薦他。王琨於是歷任尚書儀曹郎，州治中，左軍諮議參軍、領録事參軍、宣城太守，司徒从事中郎、義興太守等職。後又調為北中郎長史、黄門郎、寧朔将軍、東陽郡太守。宋孝武帝即位後，王琨曾担任廷尉卿，後转任竟陵王驃騎長史、臨淮太守。又转任尚書吏部郎。
孝建三年八月丁未（456年10月9日），王琨出任持節、都督广交二州軍事、建威将軍、平南将軍、平越中郎将、广州刺史。後來又回建唐担任廷尉，加給事中，再转任寧朔将軍長史、歷陽内史。孝武帝因認為王琨忠實，故此讓王琨改任自己寵愛的新安王劉子鸞的東中郎長史，加輔国将軍。一度转任右衛将軍及度支尚書後。又先後外任永嘉王劉子仁的左軍府長史及始安王劉子真的征虜府長史，並加輔国将軍、廣陵太守。泰始元年（465年）转任度支尚書，加光禄大夫。
後王琨又曾外任冠軍將軍、吳郡太守。泰始四年七月初一（468年8月5日）自吳郡還朝任中領軍，但次年卻因被指在吳郡時動用了三十六萬朝舍錢供給予二宮諸王及製作絳襖獻作軍用物資，被降職為光祿大夫，不過不久就加太常、散騎常侍及金章紫綬。泰豫元年（472年），宋明帝去世前不久，王琨再外調為督会稽東陽新安臨海永嘉五郡軍事、左軍将軍、会稽郡｜會稽太守。後因事降號为冠軍将軍。宋後廢帝時改任金紫光禄大夫、弘訓太僕、散騎常侍，後加本州中正。元徽四年（476年），加特進。昇明元年（477年）宋順帝即位，進位右光禄大夫。昇明三年（479年），順帝被逼禅讓给蕭道成時，王琨陪伴順帝並和他一同向太廟辭別，已經歷過宋武帝篡晉的王琨感慨地說：「人以壽為歡，老臣以壽為戚。既不能先驅螻蟻，頻見此事。」眾人皆流涕痛哭。
蕭道成即位後以王琨兼領武陵王師，加侍中。不久解王師之任。建元四年（482年），蕭道成去世，他的牛不在家，王琨自家步行數里入朝。因此得病，去世，追贈左光禄大夫。享年八十四岁。朝廷追贈左光祿大夫。

## 性格特徵
- 王琨為人謙恭謹慎，個性儉約吝嗇。他在任宣城太守及義興太守時都清廉儉約；廣州土地肥沃，官員聚斂營私是常態，當時甚至有稱「廣州刺史但經城門一過，便得三千萬」但王琨擔任廣州刺史時卻一反前任做法，不但沒有斂財還向朝廷獻上自己一半俸祿，甚至將州內一鎮中存在已久的鼓吹隊都還回朝廷。還朝後聞知其事的宋孝武帝還特地問王琨在廣州刺史任內究竟獲取了多少錢財，王琨就答他：「買房子用了一百三十萬，其他物品總計價值也和房子一樣」[4]。而其家中雜務都要由自己親身處理，每每要去朝會或辦公務前都會很早起身料理好衣服冠幘，此行為令得當時人取笑。待客也不過兩碗酒，並常說「此酒難得」；豆豉、薑、蒜之類的調味料都掛在屏風之上，酒就收藏在床下，有人想要都要由王琨親身取出分配。又例如宋前廢帝在位時宣布戒嚴以討叔父義陽王劉昶，按規定中官各人須在戎服綴以紫標[5]，但當王琨隨從們想去製作時王琨卻指示他們去匣中拿取昔日宋文帝討伐荊州刺史謝晦時自己所用的紫標，不必另行製作[6]。
- 王華以王薈一脈因其父故而衰落，故特別提拔王琨。王華去世後，他的爵位「新建縣侯」傳了兩代至王華孫王長，不過王長卻嗜酒及多過失，王琨最終上表向皇帝批評王長，並指他繼續承襲王華爵位會毀掉家族，請求改讓王長弟王終承襲新建縣侯爵位。
- 王琨性格剛直，即使對方地位高也不退避。在他任尚書吏部郎時，由於吏部參與選任四品以下官員，權貴們就很多時都會對任吏部的官員有所請託，希望門生能得選拔。王琨卻定了規矩，每人都只能夠請託選用兩個門生。孝武帝叔父、任宰輔職的江夏王劉義恭先用了這兩個名額，後來又再為另一些門生向王琨請託，王琨直接拒絕。孝武帝大明年間，尚書僕射顏師伯得孝武帝寵信，又聚斂財富，故在下省設置女樂，有次就邀了王琨去聽樂，期間無論傳酒和送烤肉都由內妓負責。但王琨認為男女不能隨便有身體接觸，每次女妓送東西來時都會轉身迴避並命其將東西放在床上，待女妓過後才去拿取，其他在席官員看到這都取笑他，但他卻神情自若。後來王琨乾脆拒絕顏師伯的這類邀請了。中領軍劉勔求退，自請任東陽太守，眾官皆稱許他，但王琨卻說他不論才能及名望皆不及宋初任中領軍的謝晦、殷景仁及到彥之，直指他學不了張良退隱那樣。[7]至齊時王儉為尚書右僕射兼領吏部，曾派人請王琨選任東海郡迎吏人選，但王琨回話稱臺省選任官員已經由王儉控制了，東海郡這些小郡郡吏該給寒門人擔任，遂不肯理此事[8]。
- 王琨對避父母名諱之事嚴格要求，絕不容許用到其父母之名字，被時人認為矯枉過正。[9]
- 《南齊書》載王琨生母為侍婢，然《南史》進一步描述其母為㺐婢，「㺐」同「獠」[10]，可指僚人此少數民族。周一良以此血緣關係以及《高僧傳》對道安、《晉書·后妃傳》對李陵容述二人皆因膚色黑而被稱為崑崙，推斷王琨正因母故而「皮膚近黑」，而得崑崙之名；亦估計東晉及南朝時所指述的崑崙人乃是僚人[11]。

## 延伸阅读
[在维基数据编辑]
 《南齊書/卷32》，出自萧子显《南齊書》